# Gene Force
Gene Force (15 de junho de 1916 – 21 de agosto de 1983) foi um automobilista norte-americano que esteve em seis (duas) 500 Milhas de Indianápolis quando a prova contava pontos para o Mundial de Pilotos de Fórmula 1 de 1950 até 1960): 1951, 1952 (não se qualificou), 1953 (não se qualificou), 1957 (não se qualificou), 1959 (não se qualificou) e 1960.